# Битва у Граупийских гор
Битва у Граупийских гор (лат. Montis Graupii pugna) произошла в 83 году между римскими легионами под командованием Юлия Агриколы и британскими племенами Каледонии.

## Предыстория
В I веке н. э. британские племена часто восставали против римского владычества, не желая платить налоги, давать солдат в римскую армию и подвергаться унижениям после обращения Британии в римскую провинцию.
В 77 году управление Британией было поручено Юлию Агриколе, который укрепил дисциплину в войсках, уменьшил злоупотребления римских чиновников, предпринял ряд походов для усмирения бриттов, строя повсюду укрепления и крепости. В 82 году Агрикола предпринял поход на Каледонию. В ответ племена Каледонии начали контрнаступление. Каледонцы превосходили римлян численно и знанием местности. Они были вооружены длинными мечами без острия, луками и короткими щитами. Некоторые племена использовали колесницы.
Чтобы каледонцы не могли обойти армию римлян и зайти в тыл, Агрикола разделил армию на три части. Этим обстоятельством воспользовались британские племена и атаковали IX легион римлян, убили часовых и ворвались в лагерь. Агрикола выделил отряд пехоты и конницы, который атаковал каледонцев с тыла и спас легион от разгрома.
Летом 83 года Агрикола выслал флот для опустошения прибрежной полосы, а сам с главными силами вышел к Граупийским горам в Средней Шотландии, где находилось войско каледонцев (более 30 тыс. человек). Тут и произошла битва, описанная Тацитом.

## Расстановка сил
Каледонцы выстроились в три линии: в первой находились боевые колесницы, во второй — развёрнутая фронтом пехота, в третьей — отряды пехоты в колоннах. Первая и вторая линии были расположены на ровном месте, третья — на склонах горы.
У римлян в первой линии находилось 8 тыс. человек вспомогательной пехоты, на флангах стояло 3 тыс. всадников. Во второй линии стояли легионы, которые расположились за валом, чтобы добиться бескровной победы или для прикрытия отступления.
Тацит так передаёт обращение Калгака к воинам перед битвой:
...Меня наполняет уверенность, что этот день и ваше единодушие положат начало освобождению всей Британии: ведь вы все как один собрались сюда, и вы не знаете оков рабства, и за нами нет больше земли, и даже море не укроет нас от врага, ибо на нём римский флот и нам от него не уйти. Итак — только бой и оружие! Для доблестных — в них почёт, и даже для трусов — единственный путь к спасению...
В свою очередь и Агрикола обратился к своим войскам:
...Здесь вы одержите великолепную и знаменательную победу. Положите конец походам и увенчаете пятьдесят лет борьбы блистательным днём! Покажите нашему государству, что войско никогда не заслуживало упрёка ни за то, что эта война затянута, ни за то, что она постоянно возобновлялась.
Из-за того, что фронт римлян был короче фронта каледонцев, Агрикола приказал разомкнуть ряды и растянуть первую линию, чтобы их не могли охватить по флангам.

## Битва
Бой развязали лучники каледонцев и римлян, причём каледонцы искусно защищались от стрел своими короткими щитами. Пока противоборствующие стороны не сошлись вплотную, бой вёлся на дистанции, и каледонцы отбивались своими длинными мечами и щитами перехватывали или отбивали стрелы и дротики, пущенные римлянами, в ответ осыпая врага градом стрел.
Агрикола послал четыре когорты в рукопашную схватку. Это были германские племена батавов и тунгров. Они сумели разбить противника на равнине и стали подниматься вверх по холму. Далее римская конница атаковала колесницы бриттов, опрокинула и обратила их в бегство. После этого Агрикола отдал приказ германцам, вооружённым мечами, атаковать вторую линию каледонцев. Вторая линия была ими опрокинута, и германцы с римлянами стали продвигаться на высоты. Римская конница помогала теснить каледонцев.
В это время третья линия каледонцев стала спускаться с гор и охватывать фланги с выходом в тыл первой линии римлян. Агрикола бросил 4 отряда всадников из резерва, а 2 отряда конницы отвёл с фронта и направил в тыл каледонцев, которые были принуждены отступить в сторону леса.
Как писал Тацит,
...На открытой местности взорам представилось величественное и, вместе с тем, страшное зрелище: наши гнались по пятам за врагами, рубили их, брали в плен и, захватив новых пленников, убивали ранее взятых. И, в зависимости от твёрдости духа, одни в полном вооружении целыми толпами убегали от уступавших им в численности преследователей, тогда как другие, безоружные и по своей воле, устремлялись навстречу им и искали для себя смерти. Повсюду — оружие, трупы, обрубки тел и пропитавшаяся кровью земля...
Каледонцы ещё пытались оказать сопротивление, устраивая засады. Но Агрикола специально организовал лёгкие когорты для облавы и спешил часть конницы для преследования врага в теснинах. Всё это окончательно сломило сопротивление британских племён, и они обратились в бегство.

## Последствия битвы
По сообщению Тацита в этой битве было убито 10 тыс. каледонцев, римляне же потеряли 360 человек, историки подвергают эти цифры сомнению.
Этот бой показал высокую силу сопротивления британских племён: они имели глубокий боевой порядок, маневрировали на поле боя, старались охватывать фланги, отступая — организовывали засады.
У римлян также появились новые элементы ведения боя: римские легионы отсиживались за валами, вся тяжесть боя была перенесена на вспомогательные отряды германских, галльских и даже британских племён. Исход боя решала конница. Преследование противника велось до темноты.
После сражения каледонцы рассеялись и скрылись, уничтожив свои жилища. Римляне же в сопровождении флота ушли на зимние квартиры.
В итоге к римской провинции Британия была присоединена новая территория, которую римлянам пришлось постоянно оборонять от продолжавшихся набегов северных племён. Для этого в Британии были построены пограничные Адрианов и Антониев валы.